# Cockscomb Pass
Cockscomb Pass är ett bergspass i Kanada.   Det ligger i territoriet Nunavut, i den nordöstra delen av landet, 2 800 km norr om huvudstaden Ottawa. Cockscomb Pass ligger 427 meter över havet.
Terrängen runt Cockscomb Pass är bergig åt sydost, men åt nordväst är den kuperad. Trakten runt Cockscomb Pass är nära nog obefolkad, med mindre än två invånare per kvadratkilometer.. Det finns inga samhällen i närheten. 
Trakten runt Cockscomb Pass består i huvudsak av gräsmarker.